# Onkel Toms Hütte
För romanen, se Onkel Toms stuga.

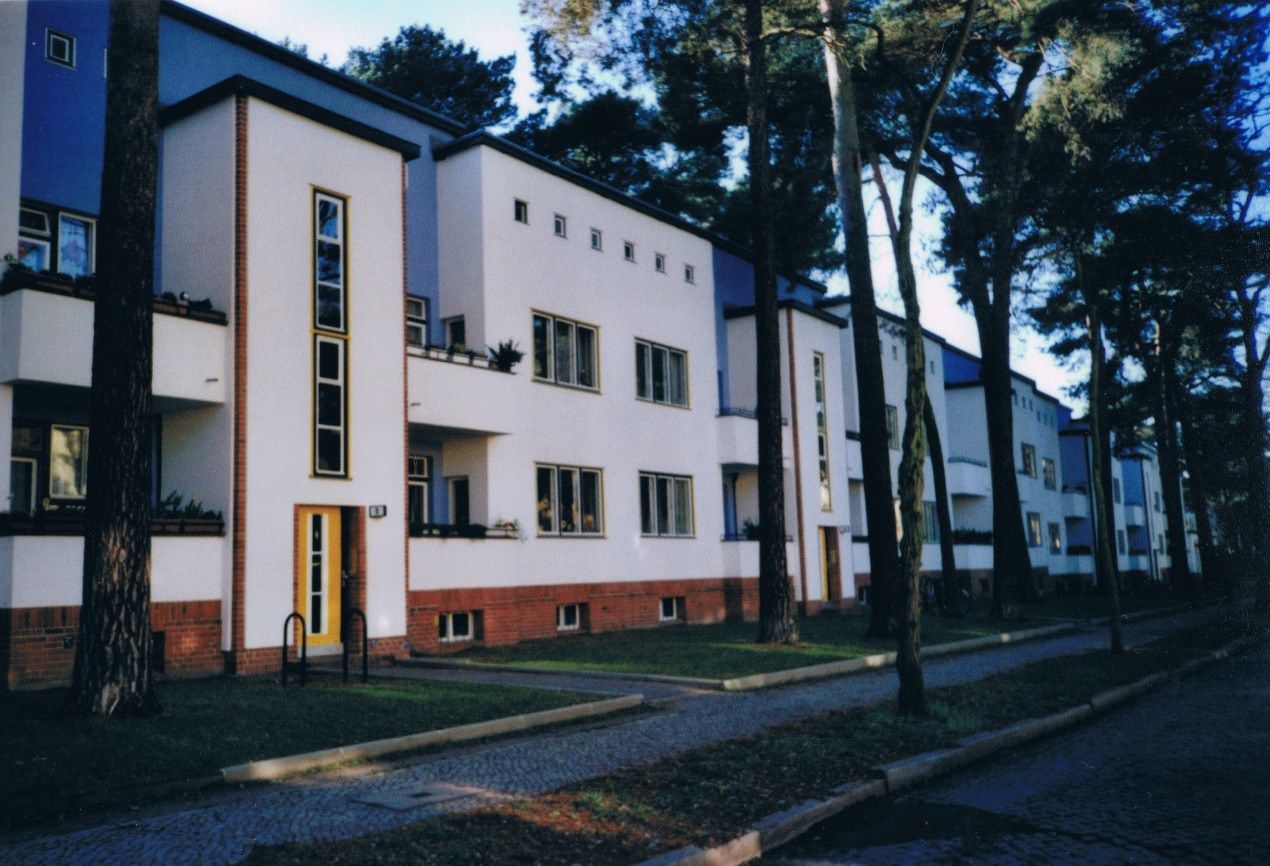
Taut Wilskistrasse Berlin

Onkel Toms Hütte (Onkel Toms stuga), även Onkel-Tom-Siedlung bostadsområde i stadsdelen Zehlendorf i Berlin, känd även för tunnelbanestationen Onkel Toms Hütte på linje U3 i Berlins tunnelbana.
Onkel Toms Hütte har precis som Krumme Lanke blivit begrepp för många berlinare och besökare i staden. Onkel Toms Hütte är ett stort bostadsområde som skapades 1926-1932 i funktionalismens tecken. Byggherre var GEHAG. Arkitekter var Bruno Taut, Hugo Häring och Otto Rudolf Salvisberg. Tunnelbanestationen Onkel Toms Hütte är stadsdelens centrum med butiker i anslutning. 
Det originella namnet ska komma från att ett värdshus i området som drevs av en man som hette Thomas. Han ställde ut små hytter, snart kallade Toms Hütten, som skydd mot oväder i sin Biergarten och folk började snart kalla hans ställe för Onkel Toms Hütte då man tog inspiration från romanen Onkel Toms stuga, på tyska Onkel Toms Hütte, av Harriet Beecher Stowe. Lokalen revs 1979.

## Historia
Kring sekelskiftet 1900 hade Zehlendorf utvecklats till den mest populära villaförorten i Berlin. När Stor-Berlin skapades 1920 blev området föremål för utbyggnadsplaner. 1926 förvärvade GEHAG ett område mellan den planerade tunnelbaneförlängningen och Fischtal. Arkitekterna Bruno Taut, Hugo Häring och Otto Rudolf Salvisberg tog fram en ny plan istället för den som tagits fram av områdeskontoret (Bezirkamt). Till en början motsatte sig kommunledningen planerna men efter en omarbetning genomfördes planen.

## Bildgalleri

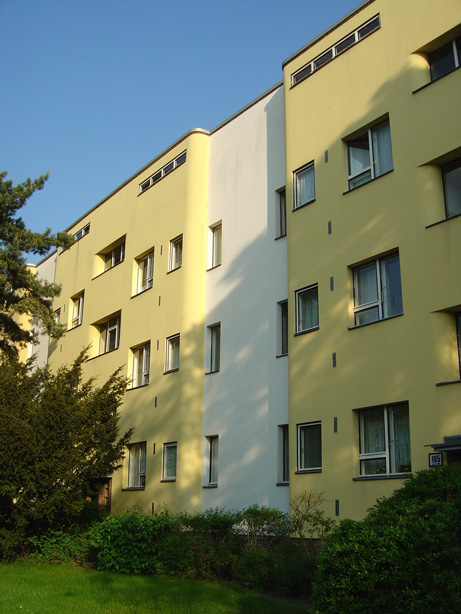
Hus i Onkel Toms Hütte
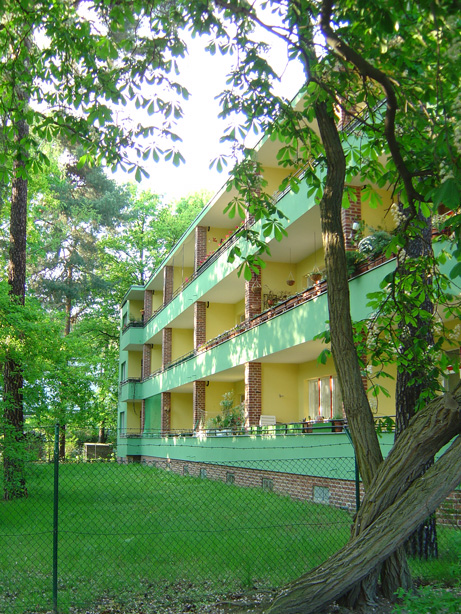
Hus i närheten av Argentinische Allee
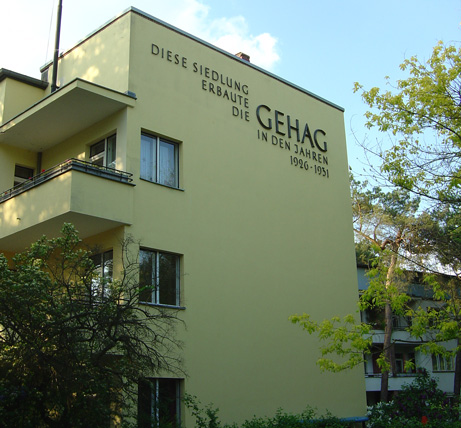
Hus med Gehag-skylt

## Kommunikationer
| Linje | Station          |  |  |  |
| U3    | Onkel Toms Hütte |  |  |  |

- Wikimedia Commons har media som rör Onkel Toms Hütte.